# Agua Dulce (condado de El Paso)
Agua Dulce es un lugar designado por el censo ubicado en el condado de El Paso en el estado estadounidense de Texas. En el Censo de 2010 tenía una población de 3.014 habitantes y una densidad poblacional de 149,25 personas por km².

## Geografía
Agua Dulce se encuentra ubicado en las coordenadas 31°39′18″N 106°8′13″O / 31.65500, -106.13694. Según la Oficina del Censo de los Estados Unidos, Agua Dulce tiene una superficie total de 20.19 km², de la cual 20.19 km² corresponden a tierra firme y (0%) 0 km² es agua.

## Demografía
Según el censo de 2010, había 3.014 personas residiendo en Agua Dulce. La densidad de población era de 149,25 hab./km². De los 3.014 habitantes, Agua Dulce estaba compuesto por el 81.88% blancos, el 0.1% eran afroamericanos, el 0.2% eran amerindios, el 0% eran asiáticos, el 0% eran isleños del Pacífico, el 17.65% eran de otras razas y el 0.17% pertenecían a dos o más razas. Del total de la población el 99.2% eran hispanos o latinos de cualquier raza.

## Educación
El Distrito Escolar Independiente de Clint gestiona escuelas públicas.